# Кантабрійські мішані ліси

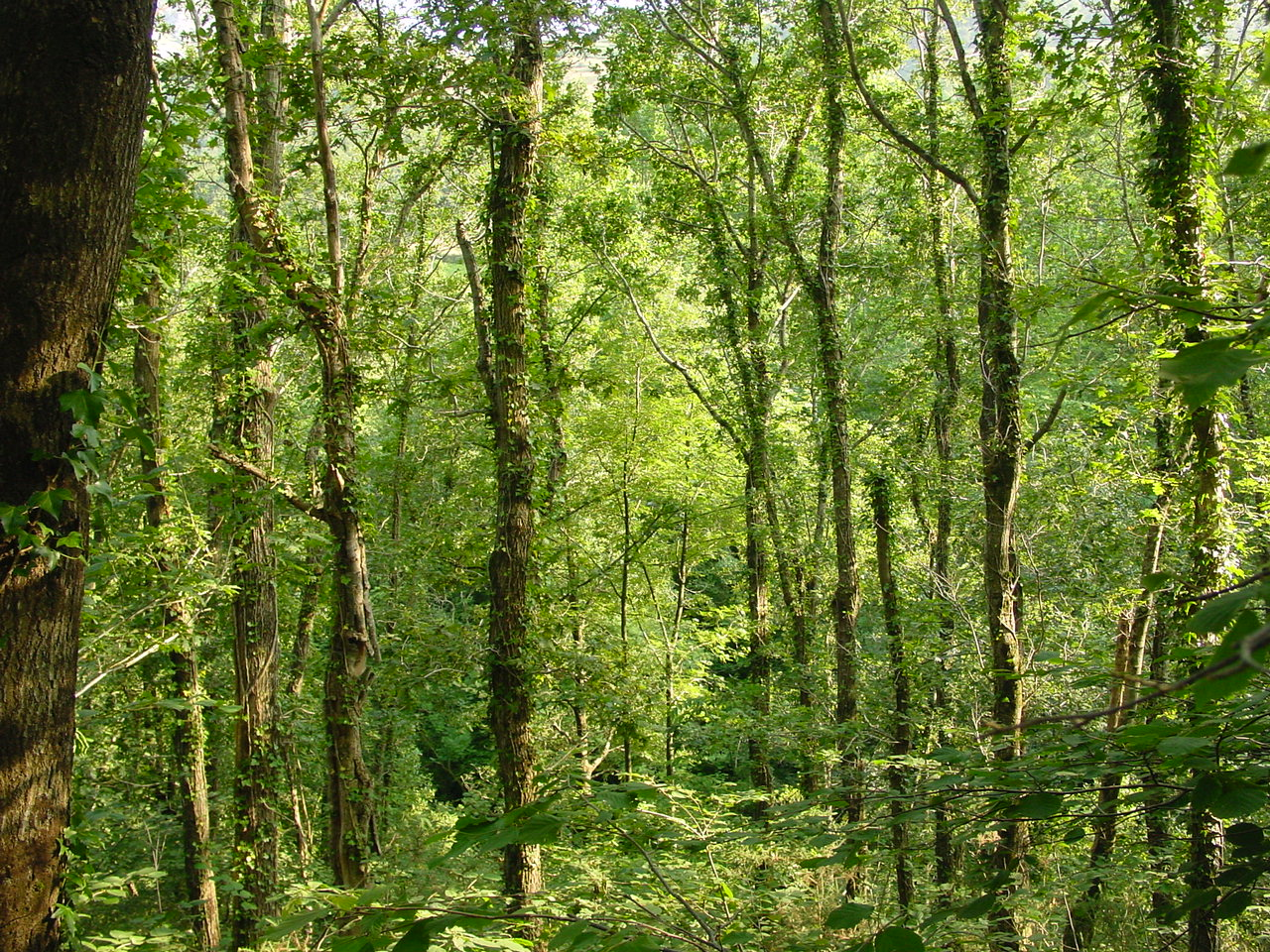
Кантабрійський ліс

Кантабрійський ліс на мапі

Кантабрійські мішані ліси — екорегіон помірних широколистяних та мішаних лісів на південному заході Європи. Простягається вздовж прибережних Кантабрійських гір та Галісійського масиву Північної Іспанії, простягаючись на південь до північної Португалії та на північ через найзахідніші Піренеї до південно-західної Франції. Екорегіон простягається від узбережжя до найвищих вершин Кантабрійських гір. Найвища вершина — Торре-де-Серредо (2648 м).
Екорегіон є перехідним між лісами середземноморського клімату Іспанії та Португалії та більш вологими та помірними лісами Західної Європи. У низовинах помірний клімат.

## Флора
Для низовин характерні широколистяні ліси з дубом звичайним (Quercus robur), каштаном їстівним (Castanea sativa), ясеном звичайним (Fraxinus excelsior), липами широколистою (Tilia platyphyllos) та дрібнолистою (Tilia cordata), в'язом шорстким (Ulmus glabra), кленом звичайним (Acer platanoides) та явором (Acer pseudoplatanus). Характерні середземноморські вічнозелені дерева та чагарники, включаючи дуб кам'яний (Quercus ilex), дуб корковий (Quercus suber), лавр благородний (Laurus nobilis), суничник великоплодий (Arbutus unedo) та жостір вічнозелений (Rhamnus alaternus), можна зустріти у теплих та добре дренованих районах. Сосна приморська (Pinus pinaster) поширена на прибережних дюнах Атлантики на півночі Португалії та західній Галіції, і далі вглиб суходолу на скелястих сухих схилах.
Для лісів середніх та верхніх висот характерні дуби (Quercus petraea та Quercus pyrenaica) з європейським буком (Fagus sylvatica) на сході Кантабрійських гір у Франції.
Вище дібров до верхньої межі лісу зустрічаються гаї берези пухнастої (Betula pubescens). Вище верхньої межі лісу (1800 метрів) знаходяться субальпійські рослинні угруповання, включаючи низькі чагарники (карликовий ялівець та вереси), трави, торфовища та відслонення гірських порід покривають найвищі вершини.

## Фауна
Серед видів тварин варто відзначити:
- кантабрійський бурий ведмідь (Ursus arctos pyrenaicus),
- іберійський вовк (Canis lupus signatus),
- кантабрійська серна (Rupicapra pyrenaica parva[en]),
- кабан (Sus scrofa),
- благородний олень (Cervus elaphus elaphus)
- сарна європейська(Capreolus capreolus)
- дикий кінь (Equus caballus)
- Lepus castroviejoi — ендемічний вид для Кантабрійських гір.
- хохуля піренейська (Galemys pyrenaicus).[1]
- Кантабрійський глухар (Tetrao urogallus cantabricus[en])

## Природоохоронні території
- Національний парк Пікос-де-Европа[en] (661.2 km²),[2]
- Природний парк Сом'єдо[en] (289.8 km²)
- Природний парк Редес[en] (376.98 km²)
- Природний парк Фуентес-дель-Нарсеа, Деганья-е-Ібіас[en] (576.34 km²)
- Природний парк Монтанья-Палентина[en] (781.41 km²)
- Природний парк Понга (205.06 km²)
- Фрагас-до-Еуме[en] (91.49 km²)
- Пеньяс-де-Айя[en] (68.95 km²)
- Пенеда-Жереш (695.92 km²)[3]